# Rosa lasiosepala
Rosa lasiosepala es una especie de planta del género Rosa, de la familia Rosaceae.

## Taxonomía
Rosa lasiosepala fue descrita por F. P. Metcalf en 1940.

## Distribución
Se encuentra en el territorio sudeste de China.